# Požarane (Vrapčište)
Požarane (makedonsky: Пожаране, albánsky: Pozharan) je vesnice v Severní Makedonii. Nachází se v opštině Vrapčište v Položském regionu. 
Podle sčítání lidu z roku 2002 žije ve vesnici 26 obyvatel. Etnickými skupinami jsou:
- Makedonci – 22
- Albánci – 4